# Titularbistum Arneae
Arneae (ital.: Arnee) ist ein Titularbistum der römisch-katholischen Kirche. 
Es geht zurück auf ein untergegangenes Bistum der antiken Stadt Arneai in der kleinasiatischen Landschaft Lykien im Südwesten der heutigen Türkei, das der Kirchenprovinz Myra angehörte.
| Titularbischöfe von Nisa in Lycia |                     |                                              |                   |                  |
| Nr.                               | Name                | Amt                                          | von               | bis              |
| 1                                 | Louis-Sylvain Robin | emeritierter Bischof von Blois (Frankreich)  | 28. November 1961 | 2. Dezember 1963 |
| 2                                 | Patrice Flynn       | emeritierter Bischof von Nevers (Frankreich) | 17. Dezember 1963 | 13. Oktober 1970 |